# Arvid Berghman
Gustaf Arvid Berghman (geboren am 26. Februar 1897 in Malmö; gestorben am 8. Juni 1961 in Djursholm) war ein schwedischer Heraldiker und Versicherungsbeamter.

## Leben
Berghman war ein Sohn von August Berghman und dessen Frau Ida Rosqvist. Er besuchte die Schule in Malmö, die er 1913 mit einem Realschulexamen abschloss. Im Jahr 1917 erhielt er in Lund sein Studentendiplom, studierte Philosophie und machte 1923 seinen Abschluss und er erhielt eine Anstellung bei der Feuerversicherungs-Aktiengesellschaft Fenix. Es folgte von Oktober bis Dezember 1930 ein Lehrgang in Versicherungstechnologie in Dänemark und ab 1931 Leiter der Auslandsabteilung der Gesellschaft. 1932 wurde er Amanuensis im Reichwappenamt schwedisch Riksheraldikerämbetet. Er war ab 1933 Redakteur der dort herausgegebenen Mitteilungen des Heraldikamtes schwedisch Meddelanden från riksheraldikerämbetet und seit 1937 Mitarbeiter der Zeitschrift Hem i Sverige. Berghman war im Jahr 1934 Gründer der schwedischen Exlibris-Vereinigung, als deren Sekretär er von 1934 bis 1936 fungierte. 1939 hielt er für den schwedischen Graveurverbandes eine Reihe von Vorträgen über Heraldik für Graveure und wurde 1938 Mitglied der französischen Vereinigung der Heraldik und Siegelkunde französisch Société française d’héraldique et de sigillographie. 1939 wurde er zum Kanzler des Kungl. Maj:ts Ordens ernannt. Berghman unternahm auch zahlreiche Studien- und Erholungsreisen ins Ausland. Seit dem Ende der 1920er Jahre interessierte er sich für die Heraldik und verfasste Beiträge in heraldischen Zeitungen und Zeitschriften. 1938 veröffentlichte er sein erstes Buch, das Heraldiskt vademecum zu diesem Thema und 1958 erschien die Bibligraphie héraldique suédoise in der spanischen Zeitschrift Hildalaguia. 1945 ernannte ihn der König zum Titularhofkämmerer und seit 1949 war er Mitglied der neu gegründeten Académie internationale d’héraldique. Seine heraldische Bibliothek befindet sich in der Königlichen Bibliothek in Stockholm.
Berghman war seit 1930 mit Alice Ewerlöf (geboren 1900) verheiratet, der Tochter von John Ewerlöf und Ellen Rydberg.

## Schriften (Auswahl)
- Exlibris. Några ord om bruket av bokägaremärken. 1936.
- Svenska borgerliga släktvapen. 1939.
- Brandförsäkrings-Aktiebolaget Fenix 1889–1938. 1939.
- Dynastien Bernadottes vapen och det svenska riksvapnet. 1944.
- Nordiska riddareordnar och dekorationer. 1949.
- Heraldisk bilderbok tillagnad H.K.H. Kronprins Carl Gustaf. 1951.
- Vad menas med ett vapen? In: Heraldisk Tidsskrift. 1960, Band 1, Nr. 1, S. 7–9 (heraldik.org; PDF).

## Litteratur
- Bengt Rur: Arvid Berghman, heraldikern. In: Personhistorisk tidskrift. 1999, S. 42–50.
- Dag Magnus Hermfelt: Arvid Berghmans heraldiska samling i Kungliga biblioteket. In: Släktforskarnas årsbok. 2001.